# Ramaria prostrata
Ramaria prostrata är en svampart som beskrevs av Khurana & K.S. Thind 1979. Ramaria prostrata ingår i släktet Ramaria och familjen Gomphaceae.   Inga underarter finns listade i Catalogue of Life.